# ウィリアム・ラドフォード
ウィリアム・ラドフォード（William Radford, 1808年3月1日 - 1890年1月8日）は、アメリカ合衆国の海軍軍人。最終階級は海軍少将。

## 経歴
バージニア州フィンキャッスル生まれ。1825年、アメリカ海軍入営。彼は米西戦争においてウォーレン (w:USS Warren) を指揮し、マサトランでメキシコ軍艦マーレク・アドヘル (Malek Adhel) を捕獲した。また、太平洋岸での他の作戦にも参加した。
南北戦争中にはカンバーランド (w:USS Cumberland) を指揮したが、カンバーランドは連合国海軍の装甲艦バージニア (CSS Virginia) の攻撃を受け沈没した。ラドフォードは続いて、1864年12月から65年1月にかけて行われた連合国海軍のフォート・フィッシャーに対する攻撃ではニュー・アイアンサイズ (w:USS New Ironsides) を指揮した。
ラドフォードは1866年に海軍少将に昇進し、1869年から70年にかけてヨーロッパ戦隊を指揮した。ラドフォード少将は1890年にワシントンD.C.で死去した。
その栄誉を称え2隻の駆逐艦がラドフォードと命名された。
- ラドフォード USS Radford (DD-120)：ウィックス級駆逐艦。
- ラドフォード USS Radford (DD-446)：フレッチャー級駆逐艦。